# AEK-971
AEK-971 je sovjetsko / ruska automatska jurišna puška koju je proizvela tvrtka Kovrov koja se sada zove Degtyarev dizajnerski studio. Dizajnirao ju je Sergej Ivanovič Kokšarov tokom 1980-ih. Primarni AEK-971 koristio je streljivo kalibra 5.45 x 39 mm koje se nalazilo okvirima od 30 metaka ili okvirima od AK-74 i sličnih pušaka.

## Detalji dizajna
AEK-971 temelji se na prijašnjim AK modelima s dizajnom i unutarnjim dizajnom, ali je također, opremljena s poluautomatskim mehanizmom za balansiranje. Upravo taj mehanizam omogućuje veću kontrolu i preciznost pri automatskoj paljbi. Iako je AEK izgubio od AN-94 Abakana u utrci za naoružavanje ruske vojske novom jurišnom puškom, ruska vojska započela je s pokusnim korištenjem AEK-971. Prednosti u odnosu na Abakan bile su što je AEK pola kilograma lakši, ima jedostavniji dizajn te je jeftiniji za proizvodnju. Također, za ovu jurišnu pušku tvrdilo se da je najtočnija prilikom pune automatske paljbe. To se odnosilo na modele koji su koristili streljivo kalibra 5.45x39 mm.

## Modeli i varijante
Postoje tri različita modela:
- AEK-971
- AEK-972
- AEK-973.

Također, svaki model koristi drugačiji kalibar streljiva, primjerice model 971 koristi kalibar 5.45x39 mm, a model 973 kalibar 7.62 x 39 mm. Srednji model, 972, koristi streljivo kalibra 5.56 x 45 mm. Upravo je srednji model kompatibilan sa svim AK modelima iz razereda 100 (AK-107, AK-108) te može koristiti njihovo streljivo. Isti je slučaj i s modelom 973 koji može koristiti streljivo namijenjeno AK modelima kalibra 7.62 mm.
Modeli AEK-971 i AEK-973 imaju vlastite pod-varijate: AEK-971s i AEK-973s. To su nove poboljšane varijante s novim sustavom okidanja, dok se sigurnosna kočnica nalazi na desnoj strani puške. Paljba se može namjestiti na automatsku i rafalnu od tri metka po rafalu. Puška je imala prilično lagan kundak.

## Korisnik
- Rusija: ruske vojne snage koriste AEK-971 te sve njene varijante. Proizvodnja te puške završila je 2006. Ruske vojne jedinice su jedine koje koriste AEK modele koji će se još dodatno testirati.

## Vidjeti također
- AN-94 Abakan

## Vanjske poveznice
- Službena stranica Degtyarev dizajnerskog studija
- Warfare.ru
- World.guns.ru
- Projekt Abakan
- Weapon.at.ua